# Музей современного искусства (Зальцбург)
Музей современного искусства в Зальцбурге (нем. Museum der Moderne Salzburg, MDM) — художественная галерея в городе Зальцбург, открытая в Старом городе в здании бывшего церковного училища в 1983 году — как собрание «Rupertinum»; в октябре 2004 года у музея появилось второе здание на горе Мёнхсберг. Фонды музея начались как частная коллекция зальцбургского арт-дилера Фридриха Вельца, приобретавшего значительную часть работ своего друга Оскара Кокошки; затем к ним была присоединена государственная фото-коллекция «Österreichische Fotogalerie».

## История и описание
Основой коллекции Музея современного искусства в Зальцбурге стало частное собрание «Galerie Welz» — коллекция, собранная местным арт-дилером Фридрихом Вельцем (1903—1980), приобретавшим значительную часть работ своего друга Оскара Кокошки. В 1983 году городские власти приняли решения создать в Зальцбурге музей, посвящённый исключительно произведениям современного искусства; для организации галереи «Salzburger Museum für moderne Kunst und graphische Sammlungen» было приобретено здание бывшего церковного училища — так называемый «Рупертинум» (Rupertinum). При первом директоре нового музея, историке искусства Отто Брейче (Otto Breicha, 1932—2003), в него была включена австрийская государственная фото-коллекция «Österreichische Fotogalerie»: она продолжает принадлежать федеральному правительству Австрии, но передана музею в долгосрочную аренду и управляется музейной администрацией.
После двадцати лет существования галереи, её коллекция значительно расширилась и, после долгого процесса принятия решения, началось строительство нового музейного здания — местом его расположения была выбрана гора Мёнхсберг. В 2003 году музей был реорганизован — на старом месте была создана некоммерческая организация «Museum der Moderne — Rupertinum Betriebsgesellschaft mbH», а во втором здании разместился музей «Museum der Moderne Salzburg», проводящий временные выставки.

### Деятельность
По состоянию на 2019 года, в обоих помещениях проходили временные выставки произведений современного австрийского и международного искусства. Музей располагает и собственной коллекцией: помимо живописи и скульптуры, в ней собран и обширный фонд графических работ. Фото-коллекция также продолжает пополняться работами, созданными после 1945 года: так в январе 2014 года коллекция фонда «Generali Foundation» была передана музею в длительное пользование.

### Рупертинум
Рупертинум расположен в раннебарочном здании в Старом городе — напротив места проведения музыкального фестиваля (Großes Festspielhaus) на площади Furtwänglerplatz. Само здание было построено в 1653 году по инициативе архиепископа Париса фон Лодрона (1586—1653): под названием «Collegium Rupertinum», дом являлся местом подготовки и обучения священников и чиновников. В 1976 году провинция Зальцбург приобрела здание специально для создания галереи. Затем оно было приспособлено для новых нужд — перестройка проводилась по проекту зальцбургского архитектора Герхарда Гарстенауэра (1925—2016); в разработке экстерьера принимал участие Фриденсрайх Хундертвассер, чьи «керамические аппликации», расположенные под окнами, вызвали бурные дискуссии при открытии музея.

### Мёнхсберг
Новое здание музея, открытое в 2004 году, расположено на горе Мёнхсберг, откуда открывается вид почти на весь Зальцбург. Данное место вызывало интерес у публики ещё в XIX веке: так в 1890 году на гору стал вести «электрический лифт», построенный по проекту Карла Лайтнера (Karl Leitner; сейчас — Mönchsbergaufzug). В 1946 году отельер Герман Винклер арендовал здание у города и значительно перестроил его, создав кафе «Grand Café Winkler», ставшее популярным местом для танцев и экскурсий; здесь же разместилась и масштабная панорама «Sattler-Panorama». С 1977 по 1993 год в здании размещалось местное казино, которое в настоящее время размещается во дворце Клессхайм (Kleßheim).
В 1980-х годах группа горожан, руководимая политиком Йоханнесом Фоггенхубером, выступила за преобразование местного музея и его дальнейшее развитие. В результате был проведён первый международный архитектурный конкурс на проект здания музея — но реализация проекта-победителя, созданного Альвару Сиза Виейра провалилась из-за финансовых сложностей и сопротивления части горожан. После этого обсуждалось и сотрудничество с нью-йоркским музеем Соломона Гуггенхайма, для которого Ханс Холляйн даже создал новый проект здания. Однако, вся концепция не была поддержана правительством Зальцбурга ввиду ожидавшихся высоких затрат и строительных сложностей.
Глава региона, политик и историк Франц Шаусбергер сделал создание музея одной из своих ключевых культурно-политических целей: ему удалось добиться выделения необходимого финансирования со стороны федерального правительства, региона и города. В итоге, в 1998 году Зальцбург объявил новый архитектурный конкурс: международное жюри под председательством швейцарского архитектора Луиджи Сноцци (Luigi Snozzi) выбрало проект мюнхенского архитектурного бюро «Friedrich Hoff Zwink Architekten». Новый музей современного искусства был открыт 23 октября 2004 года выставкой «Vision einer Sammlung», составленной из коллекции Рупертинума.